# Acido isocianico
L'acido isocianico è un composto chimico con la formula HNCO, spesso scritta anche come H–N=C=O. È una sostanza incolore, volatile e velenosa, con un punto di ebollizione di 23,5 °C. È il tautomero predominante dell'acido cianico H–O–C≡N e viene impiegato nella produzione di poliuretani e di altri tipi di resine.
L'anione derivato [N=C=O]− è lo stesso di quello dell'acido cianico, ed è chiamato cianato. Il relativo gruppo funzionale –N=C=O è l'isocianato; è distinto dal cianato –O–C≡N, dal fulminato –O–N+≡C− e dal nitrile ossido –C≡N+–O−.
L'acido isocianico fu scoperto nel 1830 da Justus von Liebig e Friedrich Wöhler.
L'acido isocianico è il composto chimico stabile più semplice che contiene carbonio, idrogeno, azoto e ossigeno, i quattro elementi più comunemente trovati in chimica organica e biologia. È l'unico abbastanza stabile dei quattro isomeri lineari con formula molecolare HOCN che sono stati sintetizzati, gli altri sono l'acido cianico H–O–C≡N e l'elusivo acido fulminico H–C≡N+–O− e acido isofulminico H–O–N+≡C−

## Struttura
Sebbene la struttura elettronica secondo la teoria del legame di valenza possa essere scritta come HN=C=O, lo spettro vibrazionale ha una banda a 2268,8 cm−1 nella fase gassosa, che indica chiaramente un triplo legame carbonio-azoto.

## Proprietà

### Fisiche
Il composto puro ha un punto di fusione di -86,8 °C e un punto di ebollizione di 23,5 °C, quindi è volatile a temperatura ambiente.

### Acidità
In soluzione acquosa è un acido debole, avente una costante di dissociazione acida pKa di 3,7:
{\displaystyle {\ce {HNCO<=>H^{+}\ +\ NCO^{-}}}}

### Decomposizione
L'acido isocianico si idrolizza in anidride carbonica e ammoniaca:
{\displaystyle {\ce {HNCO\ +\ H2O->CO2\ +\ NH3}}}

### Oligomerizzazione
A concentrazioni sufficientemente elevate, l'acido isocianico oligomerizza per dare al trimero acido cianurico e ciamelide, un polimero. Queste specie di solito sono facilmente separate dai prodotti di reazione in fase liquida o gassosa. L'acido cianurico stesso si decompone per ulteriore riscaldamento in acido isocianico

### Stabilità in soluzione
Le soluzioni diluite di acido isocianico sono stabili in solventi inerti, ad esempio etere e idrocarburi clorurati.

### Reazioni
L'acido isocianico reagisce con le ammine per dare uree (carbammidi):
{\displaystyle {\ce {HNCO\ +\ RNH2->RNHC(O)NH2}}}
Questa reazione è chiamata carbamilazione.
HNCO aggiunge attraverso doppi legami ricchi di elettroni, come vinileteri, per dare i corrispondenti isocianati.
L'acido isocianico, HNCO, è un acido di Lewis la cui energia libera di Gibbs, entalpia ed entropia cambia per la sua associazione 1:1 con un numero di basi in soluzione di tetracloruro di carbonio a 25 °C. Le proprietà accettore di HNCO sono confrontate con altri acidi di Lewis nel modello ECW.

### Tautomerismo
Il tautomero, noto come acido cianico, HOCN, in cui l'atomo di ossigeno è protonato, è instabile alla decomposizione, ma in soluzione è presente in equilibrio con l'acido isocianico nella misura di circa il 3%. Lo spettro vibrazionale è indicativo della presenza di un triplo legame tra gli atomi di azoto e di carbonio.
Nella fotolisi a bassa temperatura di solidi contenenti acido isocianico (HNCO), avviene la trasformazione dell'acido isocianico nel suo tautomero, l'acido cianico H-O-C≡N. L'acido cianico puro non è stato isolato e l'acido isocianico è la forma predominante in tutti i solventi. A volte le informazioni presentate per l'acido cianico nei libri di riferimento sono in realtà per l'acido isocianico.

## Preparazione
L'acido isocianico può essere prodotto mediante protonazione dell'anione cianato, ad esempio da sali come il cianato di potassio, da acido cloridrico gassoso o da acidi come l'acido ossalico:
{\displaystyle {\ce {H^{+}\ +\ NCO^{-}->HNCO}}}
HNCO può anche essere prodotto dalla decomposizione termica ad alta temperatura dell'acido cianurico trimero:
{\displaystyle {\ce {C3H3N3O3 -> 3HNCO}}}
Al contrario della famosa sintesi dell'urea di Friedrich Wöhler,
{\displaystyle {\ce {OC(NH2)2->HNCO\ +\ NH3}}}
l'acido isocianico viene prodotto e trimerizza rapidamente ad acido cianurico
Può essere anche prodotto mischiando il miele con il deodorante per ambienti

## Evento
L'acido isocianico è stato rilevato in molti tipi di ambienti interstellari.
L'acido isocianico è presente anche in varie forme di fumo, compreso lo smog e il fumo di sigaretta. È stato rilevato utilizzando la spettrometria di massa e si dissolve facilmente in acqua, diventando un rischio per la salute dei polmoni.